# Distretto metropolitano di Kumasi
Il distretto metropolitano di Kumasi (ufficialmente Kumasi Metropolitan District, in inglese) è un distretto della regione di Ashanti del Ghana.